# سان لوران دو فار
سان لوران دو فار (بالفرنسية: Saint-Laurent-du-Var)‏ هي  بلدية فرنسية تقع في إقليم الألب البحرية من منطقة بروفنس ألب كوت دازور في جنوب شرق فرنسا. تبلغ مساحة هذه المدينة 10.11 (كم²)، وترتفع عن سطح البحر 17 م، يبلغ عدد سكانها 30276 نسمة حسب إحصاء المعهد الوطني للإحصاء والدراسات الاقتصادية سنة 2009 م. وترأس Henri Revel البلدية خلال فترة (2008-2014).

## توأمة
لسان لاورينت دو فار اتفاقيات توأمة مع كل من:
- Siófok [الإنجليزية]‏
- سان لوران دو ماروني
- لاندسبرغ إم لش

## وصلات خارجية
- صفحة البلدية على موقع المعهد الوطني للإحصاء والدراسات الاقتصادية